# プウク式

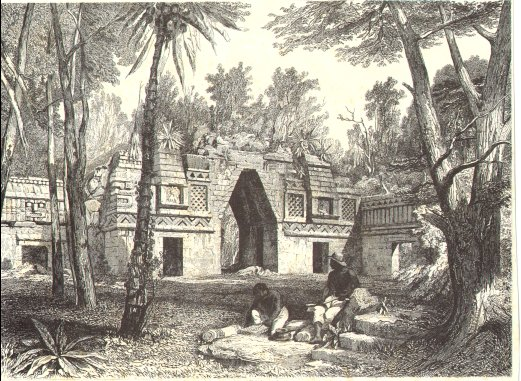
ラブナ遺跡のアーチ。フレデリック・キャザウッド画

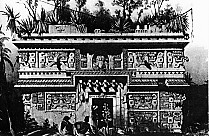
チチェン・イッツア遺跡の「尼僧院」の一部。フレデリック・キャザウッドの石版画

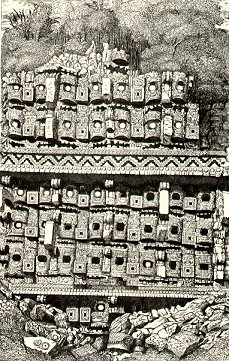
カバー遺跡コズ・ポープ神殿壁面に見られるチャックの面。フレデリック・キャザウッド画

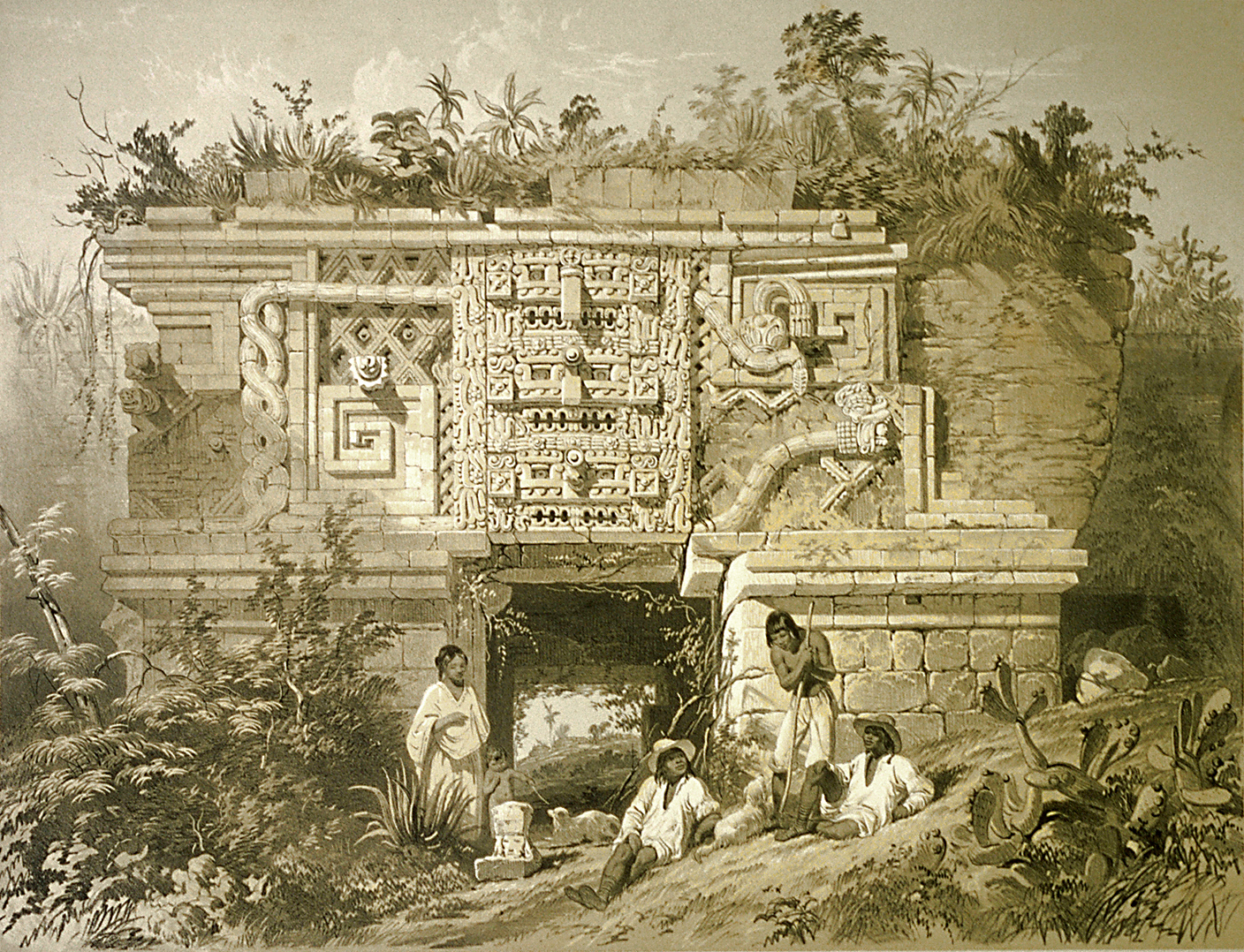
ウシュマル遺跡の「尼僧院」の一部。フレデリック・キャザウッドの石版画

プウク式(Puuc Style)は、ユカタン半島北部で、古典期後期から後古典期にかけて盛行したマヤ文明の建築様式の一種。
「プウク」とは、メキシコ、ユカタン州からカンペチェ州北部に南東方向に連なる「丘陵」について、マヤ語のひとつ、ユカテコ語でそのように呼んだことに由来している。
プウク式の特徴は、丹念に仕上げられた切石にあって、装飾の施された建物の基部について、長方形で平坦に几帳面に仕上げられた石を通路部分を除いて隙間なく積み上げる一方で、建物の屋根部分には、複雑に入り組んだモザイク状の装飾が施されるか、しばしば、丹念に何かの形を彫刻した幾何学的な要素を繰り返すかといった形をとる。
多くのプウク式の建造物には、長い「鼻」を垂れ下げた雨神チャクの顔が見られる。
最も有名なプウク式の建造物は、ウシュマル遺跡の「尼僧院」や「総督の館」、そして一面のチャックの顔で知られるカバー遺跡のコズ・ポープ神殿などである。ウシュマルの建造物は、フランク・ロイド・ライトの建築にも影響を与え、博物館明治村に残された旧帝国ホテルのデザインに見事に応用されている。そのほか、ラブナー遺跡の「アーチ」、サイール遺跡の「宮殿」などが挙げられる。はるか南東方向にあるエズナ遺跡には、美しい「五層の神殿」が見られ、チチェン・イッツア遺跡にもいくつかのプウク式の建物が見られる。
なお、プウク様式とトルテカ・マヤ様式の建造物は、前者が古く後者が新しいとの時間的な格差があるとされていたが、建築や土器の出土状態にほとんど新旧関係がみられず、むしろ同時並存であったことが判明している。